# Andrena nycthemera
Andrena nycthemera là một loài ong trong họ Andrenidae. Loài này được Imhoff miêu tả khoa học đầu tiên năm 1868.